# 音程列表
下表列出的是西方的音樂理論中常見的音程。

## 單音程
- 純一度
- 增一度（即半音音階中的半音）
- 減二度
- 小二度
- 大二度
- 增二度
- 減三度
- 小三度
- 大三度
- 增三度
- 減四度
- 純四度
- 增四度
- 減五度
- 纯五度
- 增五度
- 減六度
- 小六度
- 大六度
- 增六度
- 減七度
- 小七度
- 大七度
- 增七度
- 減八度
- 纯八度
- 增八度

## 複音程
- 九度（八度＋二度）——— 複二度
- 十度（八度＋三度）——— 複三度
- 十一度（八度＋四度）——— 複四度
- 十二度（八度＋五度）——— 複五度
- 十三度（八度＋六度）——— 複六度
- 十四度（八度＋七度）——— 複七度
- 十五度（2個八度）——— 複八度